# Klęska głodu w Rosji (1601–1603)
Klęska głodu w Rosji w latach 1601–1603 – największa klęska głodu w historii Rosji, zabijając prawdopodobnie jedną trzecią mieszkańców w czasie wielkiej smuty.

## Przyczyny
Prawdopodobnie była ona związana z erupcją wulkanu Huaynaputina w Peru, który wyrzucił do atmosfery od 16 do 32 milionów ton pyłów (zobacz zima wulkaniczna), a także gazy, w tym tlenki siarki, po połączeniu z wodą w atmosferze tworzące kwas siarkowy (zobacz kwaśny deszcz). Wszystko to ograniczyło znacznie ilość promieniowania słonecznego docierającego do powierzchni ziemi, powodując chłodne lata i mroźne zimy, a w rezultacie klęskę nieurodzaju i masowy głód.

## Liczba zmarłych
Podczas tego dwuipółletniego okresu, tylko w samej Moskwie pogrzebano 127 tysięcy zmarłych. W całej Rosji głód doprowadził do śmierci ok. dwóch milionów ludzi.